# Градина (Власеница)
Градина је насељено мјесто у општини Власеница, Република Српска, БиХ. Према попису становништва из 1991. у насељу је живјело 755 становника.

## Становништво
Према попису становништва из 1991. године, мјесто је имало 755 становника.
| Националност | 1991.        |
| Муслимани    | 754 (99,87%) |
| Југословени  | 1 (0,13%)    |
| Укупно       | 755 (100,0%) |

| Демографија | Демографија | Демографија |
| Година      | Становника  | Становника  |
| ----------- | ----------- | ----------- |
| 1961.       | 466         |             |
| 1971.       | 559         |             |
| 1981.       | 648         |             |
| 1991.       | 755         |             |